# Vladímir Liájov (militar)

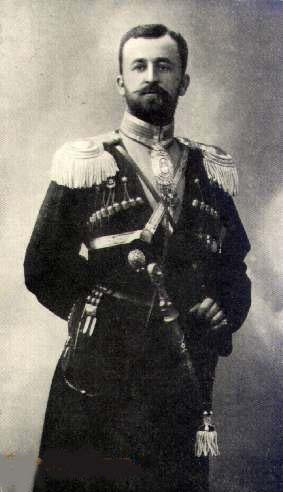
Coronel V. Liájov, comandante de la Brigada Cosaca Persa.

Polkovnik (Coronel) Vladímir Platónovich Liájov (a veces transliterado como Liakhoff, en ruso: Влади́мир Плато́нович Ля́хов; c. 20 de junio de 1869-junio de 1919) fue el comandante de la Brigada Cosaca Persa durante el gobierno de Mohammad Ali Shah Qajar. Alcanzó considerable notoriedad después del bombardeo del Majlis de Irán y la ejecución de varios líderes constitucionalistas el 23 de junio de 1908. Como signo de gratitud, Mohammad Ali Shah lo designó Gobernador Militar de Teherán.
Liájov y sus fuerzas subsiguientemente sirvieron al Shah hasta julio de 1909. Tras la abdicación del Shah y su huida a Rusia, Liájov rindió la Brigada Cosaca Persa. No obstante, Liájov fue perdonado por los líderes constitucionalistas, como se especula, por temor a represalias rusas, y fue enviado de vuelta a San Petersburgo.
Después sirvió en la frente del Cáucaso durante la I Guerra Mundial. En 1916 las tropas de Liájov capturaron Trebisonda en la Campaña de Trebisonda.
Tras la Revolución rusa, Liájov se unió al Movimiento Blanco, sirviendo en el Ejército de Voluntarios de Denikin. En octubre de 1918, lideró el ataque contra el Ferrocarril de Vladikavkaz. A partir del 15 de noviembre de 1918, fue el comandante del III Cuerpo de Ejército del Ejército de Voluntarios. Tras la ocupación del Terek el 10 de enero de 1919, fue nombrado comandante en jefe de las tropas en el Territorio del Terek-Dagestán. Después de abril de 1919, se trasladó a la reserva del Ejército de Voluntarios, retirado del servicio militar y se asentó en el suburbio de Batumi. Ahí, fue asesinado por intrusos en circunstancias poco claras.